# Svømmebassin
Et svømmebassin er et bassin med vand, der bruges til at svømme i. Mange byer i Danmark har svømmehaller med et eller flere svømmebassiner, der bruges til motion, leg, svømmeundervisning og svømmestævner. I denne slags svømmebassiner tilsættes klor ofte vandet for at holde det rent. Svømmebassiners størrelse afhænger af hvilket formål de skal bruges til. Et svømmebassin der skal bruges til konkurrencer skal have helt bestemte mål, som er fastsat af det internationale svømmeforbund.